# Монте-Пеллегрино
Монте-Пеллегрино (итал. Monte Pellegrino) — мыс высотой 609 метров, является второй по величине вершиной горного хребта Палермские горы. Находится на территории провинции Палермо. Омывается водами Тирренского моря, граничит на севере с заливом Палермо, на юге с заливом Монделло. Находится на охраняемой территории природного заповедника Монте Пеллегрино. Мыс был излюбленным местом отдыха путешественников XVIII—XIX веков и был назван Иоганном Вольфгангом Гёте «самым красивым мысом в мире».
Монте Пеллегрино имеет вытянутую форму, крутые склоны с карстовыми пещерами (среди них известная пещера Аддаура с наскальными рисунками эпохи палеолита и мезолита); подземные реки пробиваются на поверхность в виде родников.
Монте Пеллегрино впервые под названием Эркте упоминается в сочинениях Полибия. Во время Первой Пунической войны в 247 году до н. э. Гамилькар Барка разместил здесь лагерь карфагенян, когда Панормус (ныне Палермо) течение трёх лет был оккупирован древними римлянами.
В XVIII веке на западных склонах горы были построены пригородные виллы и охотничьи домики, на восточных склонах появились деревни. В конце XIX века был восстановлен природный ландшафт горы. Проект архитектора Джузеппе Дамиани-Алмейда предусматривал создание здесь элитного санатория. В июне 2007 года пожар уничтожил десятки деревьев на Монте Пеллегрино. На вершине есть несколько телевизионных ретрансляторов и военных радаров.
На высоте 429 м на Монте Пеллегрино среди леса находится Санктуарий Санта-Розалия, в честь святой Розалии, покровительницы Палермо, основанный в 1625 году. По преданию, годом ранее его основания, когда в Палермо свирепствовала эпидемия чумы, местный охотник случайно нашёл в этой пещере останки святой Розалии. По благословению архиепископа Палермо, сенат и знатные жители города перенесли святые мощи с Монте Пеллегрино в Палермо 5 июня 1625 года, после чего эпидемия чумы отступила, и святая Розалия была объявлена покровительницей Палермо, наряду со святым Бенедиктом Мавром.